# Fred Mandel
Pour les articles homonymes, voir Mandel.
Fred Mandel (né en 1953 à Estevan, Saskatchewan) est un claviériste et guitariste canadien.

## Biographie
Fred Mandel joue comme musicien de studio et de tournée sur trois albums d'Alice Cooper (The Alice Cooper Show, Flush the Fashion et Special Forces) entre 1977 et 1981. Il participe aussi à l'enregistrement de l'album The Wall (1979) de Pink Floyd, sur lequel il joue de l'orgue et joue avec Supertramp. En 1982, il est engagé pour jouer des claviers sur la tournée américaine de Queen. Il devient ensuite sur The Works (1984) le premier musicien extérieur au groupe à participer à un album de Queen, signant notamment le solo de synthétiseur, souvent confondu avec un solo de guitare, sur I Want to Break Free. De 1984 à 1990, il joue de la guitare et des claviers pour Elton John,.